# Titularbistum Árd Carna
Árd Carna (heut. irisch Ard Carna, englisch Ardcarne oder Ardcarn) ist ein Titularbistum der römisch-katholischen Kirche.
Es geht zurück auf einen im Westen Irlands, in der Ortschaft Ardcarn im County Roscommon, beheimateten Bischofssitz, der im heutigen Bistum Elphin aufging. Einziger bekannter Bischof des alten Bistums ist der Heilige Beaidh, der 523 starb und in den Annalen der vier Meister erwähnt wird.
| Titularbischöfe von Árd Carna |                        |                                                       |                  |                   |
| Nr.                           | Name                   | Amt                                                   | von              | bis               |
| 1                             | Francis John Doyle MSC | emeritierter Bischof von Sideia (Papua-Neuguinea)     | 7. März 1970     | 4. November 1973  |
| 2                             | Edward Bede Clancy     | Weihbischof in Sydney (Australien)                    | 25. Oktober 1973 | 24. November 1978 |
| 3                             | Thomas Kevin O’Brien   | Weihbischof in Middlesbrough (Vereinigtes Königreich) | 9. November 1981 | 27. Dezember 2004 |
| 4                             | Johannes Bündgens      | Weihbischof in Aachen (Deutschland)                   | 15. März 2006    |                   |